# Interpolación trigonométrica
En matemática, la interpolación trigonométrica es una interpolación con polinomios trigonométricos. La interpolación es el método por el cual se encuentra una función a partir de un conjunto de puntos. Para la interpolación trigonométrica, esta función tiene que ser un polinomio trigonométrico; es decir, una suma de senos y cosenos de un período dado. Esta forma es especialmente apropiada para la interpolación de funciones periódicas.
Un caso especial es aquel en el que los puntos tienen el mismo espacio entre sí; en tal caso la solución está dada por una transformada discreta de Fourier.

## Formulación del problema de interpolación
Es posible usar en lugar de polinomios ordinarios, {\displaystyle p(x)=c_{0}+\sum _{k=1}^{n}c_{k}x^{k}}, funciones trigonométricas. En general, tales polinomios trigonométricos tendrán la forma:
{\displaystyle p(x)=a_{0}+\sum _{k=1}^{n}a_{k}\cos(kx)+\sum _{k=1}^{n}b_{k}\operatorname {sen}(kx).\,}.
Nótese, que dicha expresión tiene 2n + 1 coeficientes indeterminados, a0, a1, … an, b1, …, bn, y deseamos calcular dichos coeficientes de forma que la función pase por los 2n + 1 puntos:
{\displaystyle p(x_{k})=y_{k},\quad k=1,\ldots ,2n+1.\,}
Como las funciones trigonométricas son periódicas con periodo 2π, tiene sentido asumir que:
{\displaystyle 0\leq x_{1}<x_{2}<\cdots <x_{2n+1}<2\pi .\,}

## Solución del problema
Los coeficientes quedan entonces determinados por las ecuaciones {\displaystyle p(x_{k})=y_{k},\quad k=1,\ldots ,N\,} que definen un sistema de 2n + 1 ecuaciones lineales y que tendrá solución única si todos los puntos xk son distintos. 
La solución puede escribirse en forma similar a la fórmula de interpolación polinómica de Lagrange:
{\displaystyle p(x)=\sum _{k=1}^{2n+1}y_{k}\prod _{m=1,m\neq k}^{2n+1}{\frac {\operatorname {sen} {\frac {1}{2}}(x-x_{m})}{\operatorname {sen} {\frac {1}{2}}(x_{k}-x_{m})}}.\,}
Mediante identidades trigonométricas puede demostrarse que esta expresión es un polinomio trigonométrico.